# Аршин мал алан (фильм, 1965)
«Аршин мал алан» — советский азербайджанский музыкальный фильм, снятый в 1965 году, комедия по мотивам одноимённой оперетты Узеира Гаджибекова. Это цветная и технически усовершенствованная версия фильма, впервые снятого в 1916 году, затем снятого в 1945 году со знаменитым певцом Рашидом Бейбутовым в главной роли, версия которого имела успех не только в Азербайджане, но и во всём мире. Вышла в прокат на двух языках — азербайджанском и русском.

## Сюжет
На Востоке жених не мог увидеть лица невесты до свадьбы, и потому герой фильма — Аскер, богатый молодой купец, по совету своего друга Сулеймана переодевается в уличного торговца тканями, «аршинмалчи». Эти торговцы, продавая товар, заходили в дома, где женщины и девушки, выбирая и рассматривая у них ткани, не закрывали своих лиц. Теперь Аскер мог зайти в любой двор и выбрать себе невесту. В фильме много комедий положения, песен, юмора, а главное — всё кончается хорошо для героев!

## В ролях
| Актёр (актриса)     | Актёр (актриса) озвучания (при наличии) | Вокальные партии                                                    | Роль        | Характер персонажа                                                                            |
| ------------------- | --------------------------------------- | ------------------------------------------------------------------- | ----------- | --------------------------------------------------------------------------------------------- |
| Гасан Мамедов       |                                         |                                                                     | Аскер       | молодой богатый купец, переодевшийся в костюм «аршин-малчи», чтобы увидеть невесту до свадьбы |
| Лейла Шихлинская    |                                         |                                                                     | Гюльчохра   | дочь Султанбека                                                                               |
| Гаджимурад Ягизаров |                                         |                                                                     | Сулейман    | близкий друг Аскера                                                                           |
| Хураман Гаджиева    |                                         | вокальные партии на азербайджанском языке исполнена Соной Аслановой | Асья        | племянница Султанбека                                                                         |
| Агададаш Курбанов   |                                         |                                                                     | Султанбек   | разорившийся бек                                                                              |
| Наджиба Меликова    |                                         |                                                                     | Джаган-хала | тётя Аскера                                                                                   |
| Талят Рахманов      |                                         |                                                                     | Вели        | слуга Аскера                                                                                  |
| Сафура Ибрагимова   |                                         |                                                                     | Телли       | прислуга Султанбека                                                                           |
| Мовсун Санани       |                                         |                                                                     | Кочи        |                                                                                               |
| Мамед Алили         |                                         |                                                                     |             | купец «Аршинник»                                                                              |
| Гаджимамед Кафказлы |                                         |                                                                     |             | кучер                                                                                         |

## Дубляж на русский язык
На русский язык роли дублировали: Николай Александрович, Александр Аллегров, Фирудин Мехтиев, Амина Юсиф кызы, С. Гасанова и Амалия Панахова.

## Съёмочная группа
- Режиссёр: Тофик Таги-Заде
- Озвучивание: Николай Александрович
- Автор сценария: Тофик Таги-Заде, Мухтар Дадашев
- Композитор:  Узеир Гаджибеков
- Музыкальный редактор: Фикрет Амиров
- Оператор: Илья Миньковецкий
- Художник: Эльбей Рзакулиев
- Художник-фотограф: Парвиз Гулиев[1]